# Atelestita
L'atelestita és un mineral de la classe dels arsenats que pertany i dona nom al grup de l'atelestita. Va ser descoberta l'any 1832, i rep el seu nom del grec άτελής, incomplert, probablement perquè la seva composició era desconeguda quan va ser descrita per primera vegada.

## Característiques
L'atelestita és un arsenat de bismut de fórmula química Bi₂(AsO₄)O(OH). Cristal·litza en el sistema monoclínic formant cristalls tabulars a prismàtics de fins a 2 mm. També se'n troba amb hàbit mamel·lar o en agregats esfèrics. La seva duresa a l'escala de Mohs es troba entre 4,5 i 5.
Segons la classificació de Nickel-Strunz, l'atelestita pertany a «08.BO: Fosfats, etc. amb anions addicionals, sense H₂O, només amb cations de mida gran, (OH, etc.):RO₄ sobre 1:1» juntament amb els següents minerals: nacafita, preisingerita, petitjeanita, schumacherita, hechtsbergita, smrkovecita, kombatita, sahlinita, heneuïta, nefedovita, kuznetsovita, artsmithita i schlegelita.

## Formació i jaciments
És un mineral secundari rar que es troba a les zones d'oxidació dels dipòsits minerals de bismut i arsènic. Sol trobar-se associada a altres minerals com: bismutita, eulitina, eritrita, bismutostibiconita, beyerita, preisingerita, walpurgita, mixita, conicalcita, torbernita i quars. La seva localitat tipus és la mina Neuhilfe, a Neustädtel (Muntanyes Metal·líferes, Alemanya).

## Grup de l'atelestita
El grup de l'atelestita és un grup de minerals integrat per tres espècies minerals: atelestita, hechtsbergita i smrkovecita.